# Mykologi

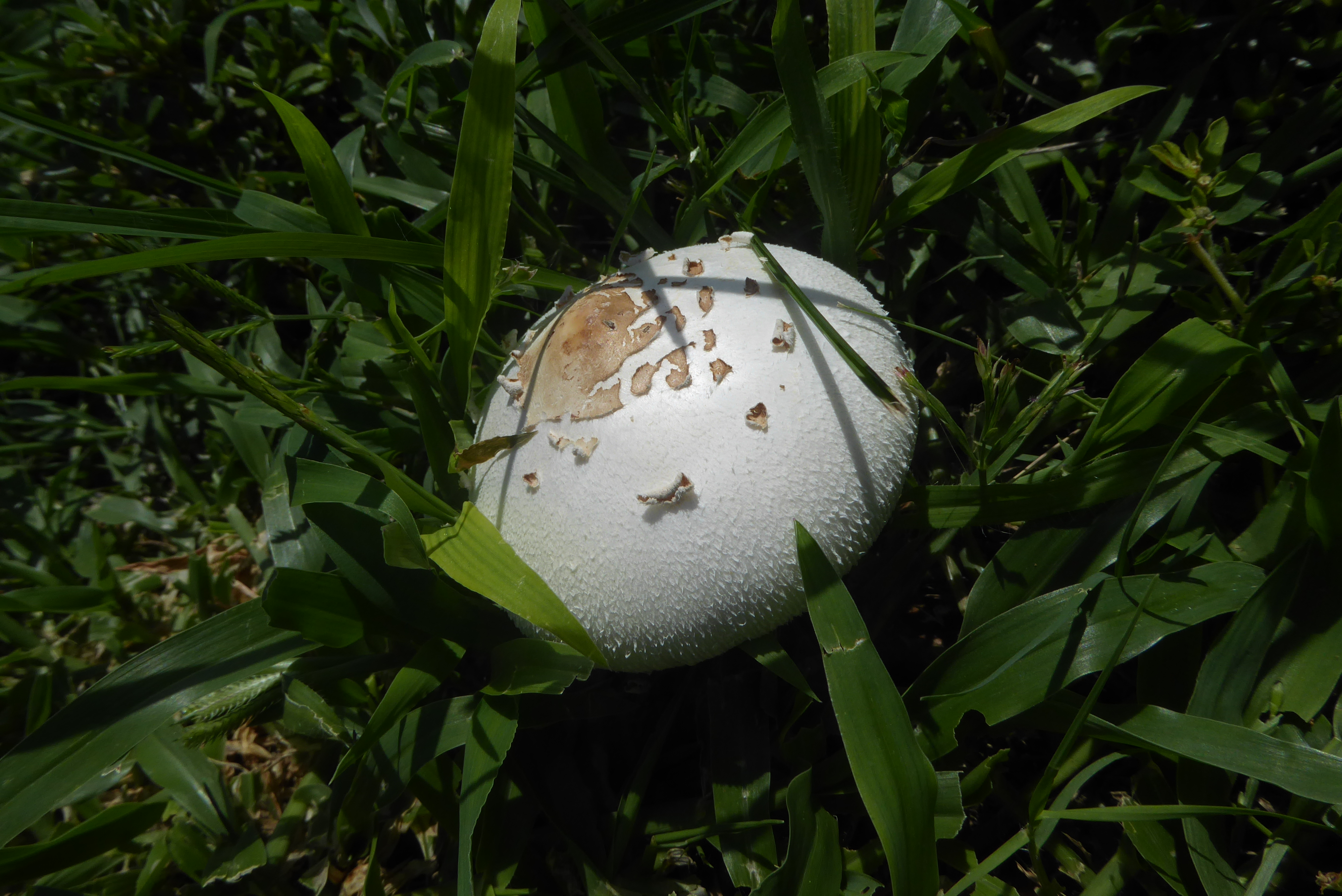
Mykologi

Mykologi (av grekiska mykes och -logi) är det vetenskapliga studiet av svampar. Till svampar räknas till exempel sporsäcksvampar, basidiesvampar, kopplingssvampar, gisselsvampar och arbuskulära mykorrhizasvampar men även jäst och mögel. Traditionellt sysslar mykologerna med mycelsvampar, men även svamplika grupper som slemsvampar och oomyceter – trots att det numera är känt att de inte är svampar i någon strikt, fylogenetisk bemärkelse – sorteras ofta in under mykologi.
Ett närliggande område är läran om lavar (lichenologi). Mykologi överlappar ofta med mikrobiologi då många svampar – åtminstone i ett tidigt utvecklingsstadium – ofta är mikroorganismer. 
Till pionjärerna inom mykologi räknas Elias Fries, Christiaan Hendrik Persoon, Anton de Bary, Oscar Brefeld och Lewis David von Schweinitz. Den förste som efter Carl von Linné behandlade svenska svampar mer utförligt var Olof Swartz, som i början av 1800-talet skrev en serie artiklar i ämnet. Bland andra tidiga svenska mykologer räknas Lars Romell, Anna Stecksén, Nils Suber och Nils Fries.